# InterContinental
InterContinental est une marque d'hôtels de luxe internationale, qui fait aujourd'hui partie de la famille de marques du groupe hôtelier InterContinental Hotels Group (IHG), basé au Royaume-Uni. Au 31 décembre 2023, InterContinental compte 222 hôtels et 73 500 chambres à travers le monde.
Les hôtels de la marque sont associés à des événements diplomatiques majeurs,, mais aussi à des événements de portée historique. Ainsi, le discours I have a dream de Martin Luther King est écrit en 1963 au Willard de Washington,, tandis que le premier congrès panafricain est organisé en 1919 au Grand Hôtel de Paris, connu pour son café de la Paix, fréquenté par de grands hommes de plume : Maupassant, Zola, Wilde, Hugo, Hemingway ou encore Proust.

## Historique
En 1946 s'ouvre le premier hôtel de la marque, à Belém, au Brésil, à l'initiative de Pan American Airlines (Pan Am), qui considère alors qu'il n'existe pas d'hôtels de stature suffisante dans nombre de ses destinations. La marque InterContinental est rachetée par Bass Hotels & Resorts en 1998, qui transmet à son tour ses actifs au groupe IHG. Le groupe possède plus d'une dizaine d'enseignes, dont Holiday Inn et Crowne Plaza.

## Emplacement des hôtels

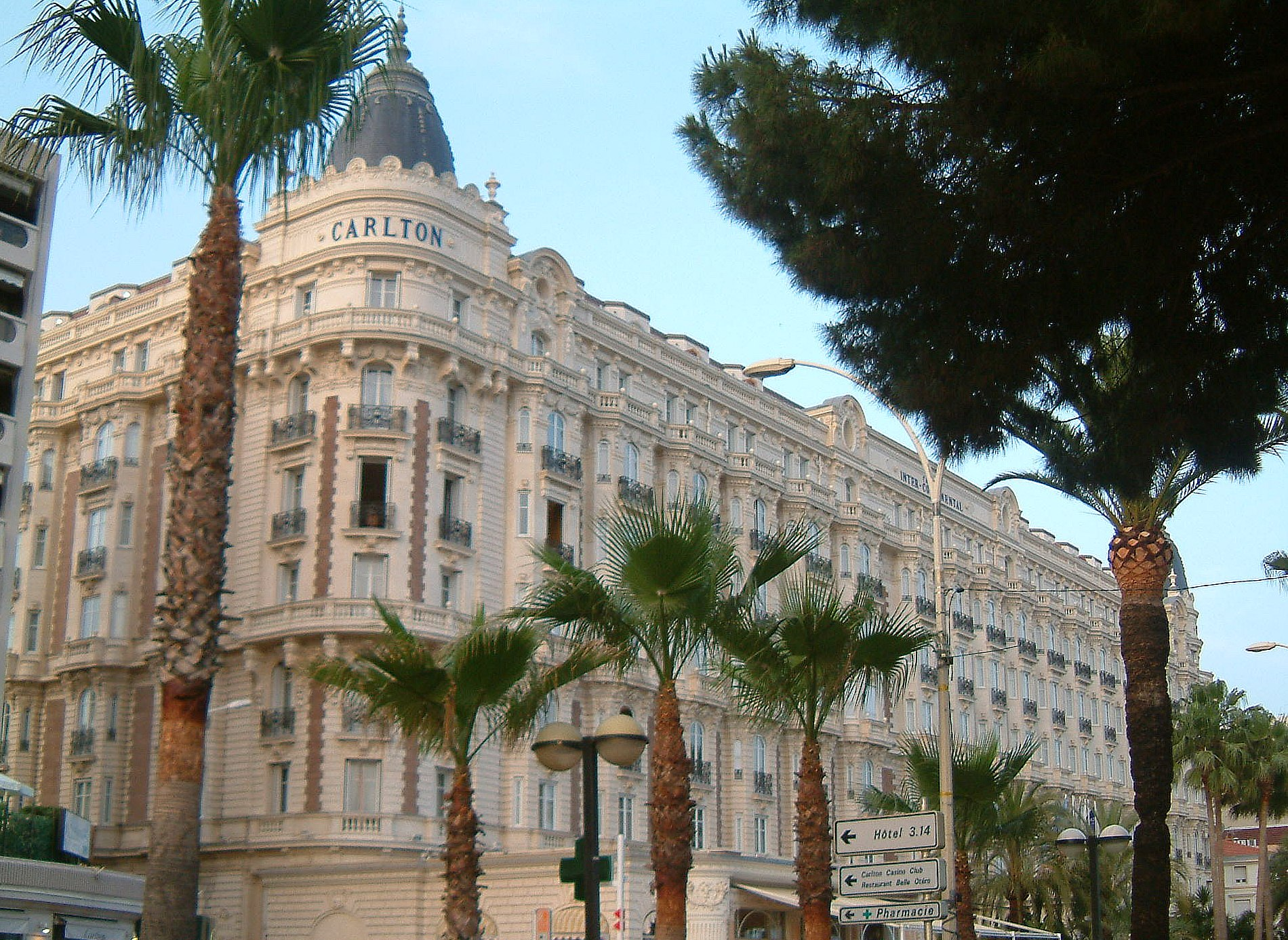
Cannes

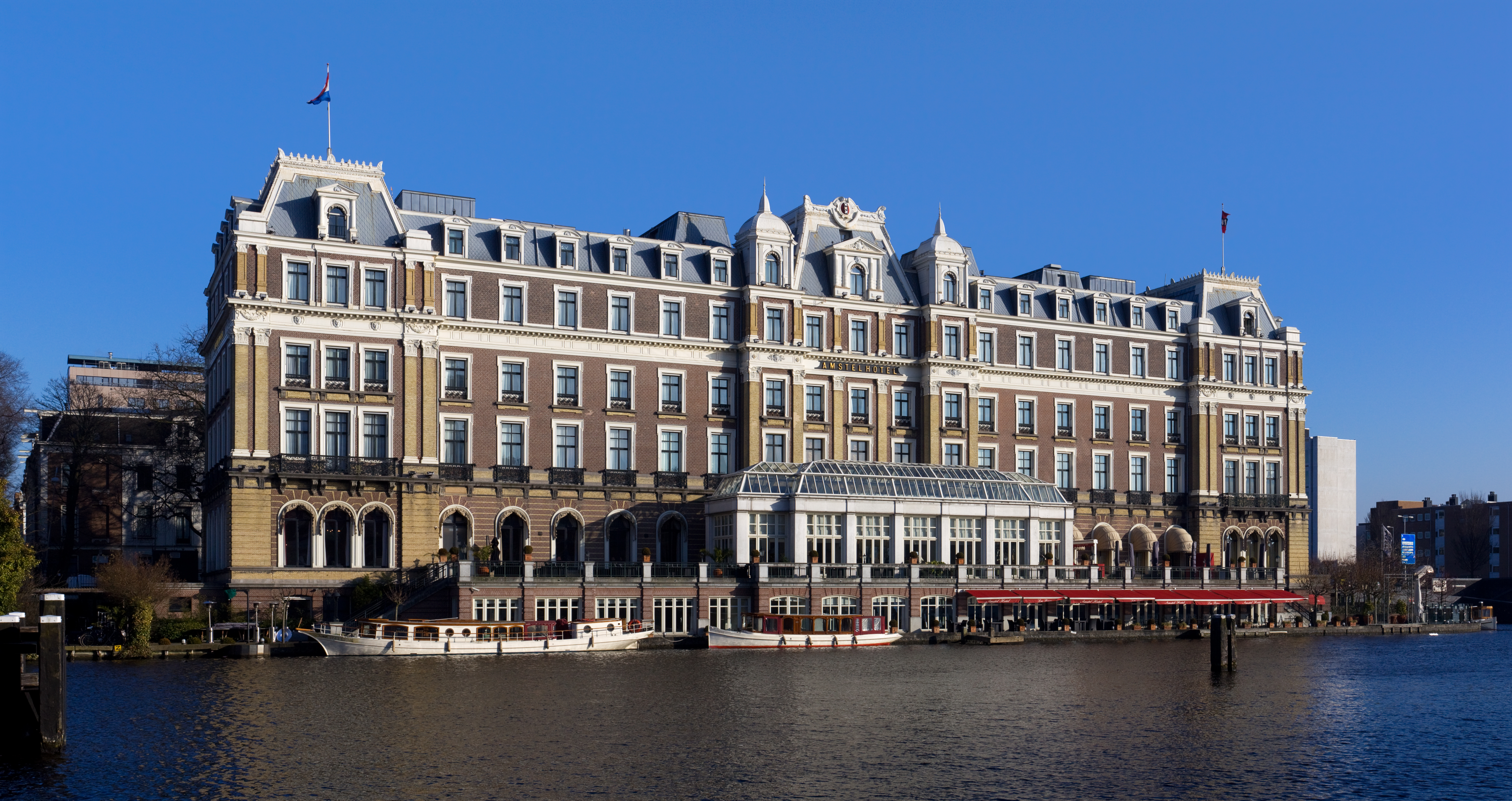
Amsterdam

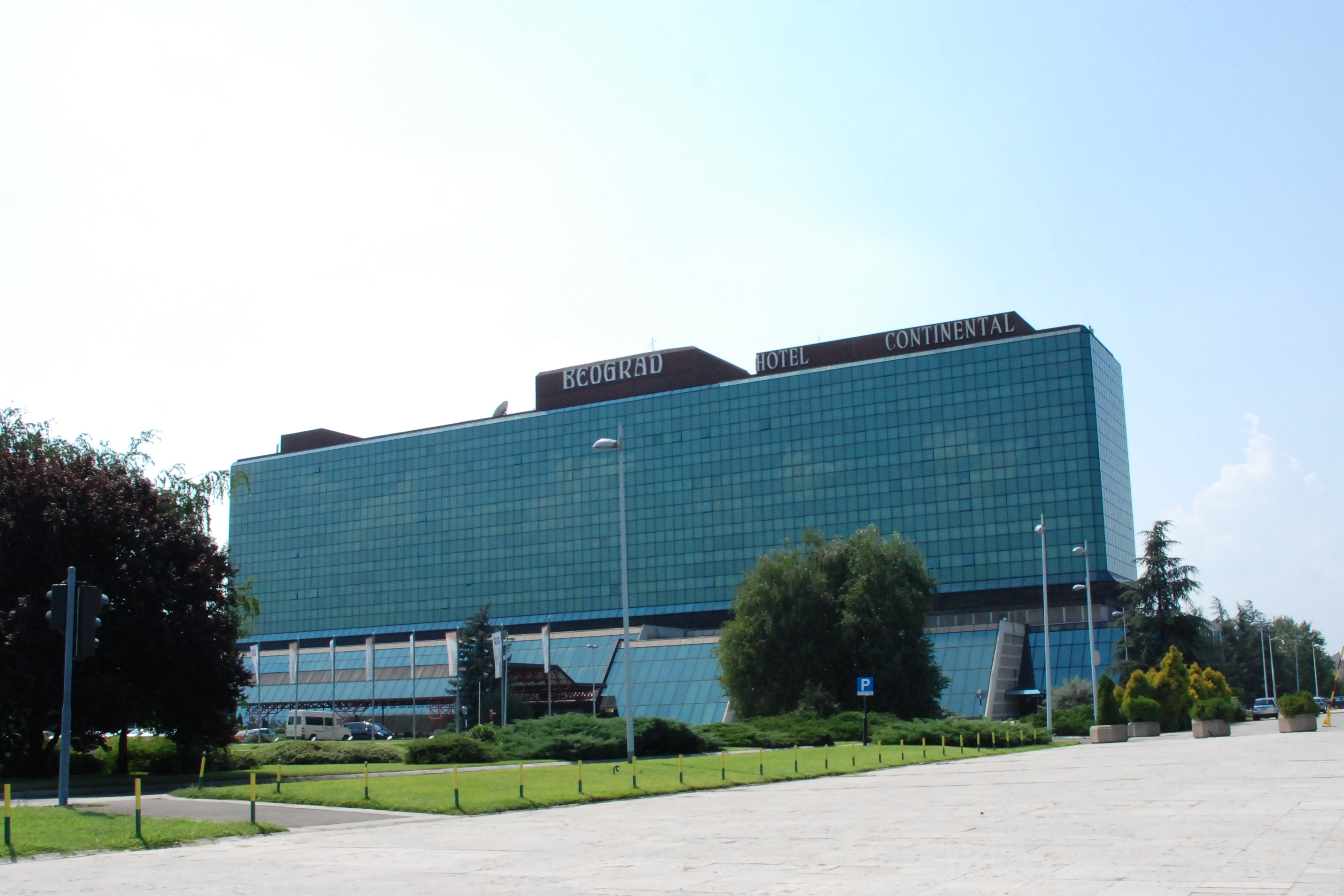
Belgrade

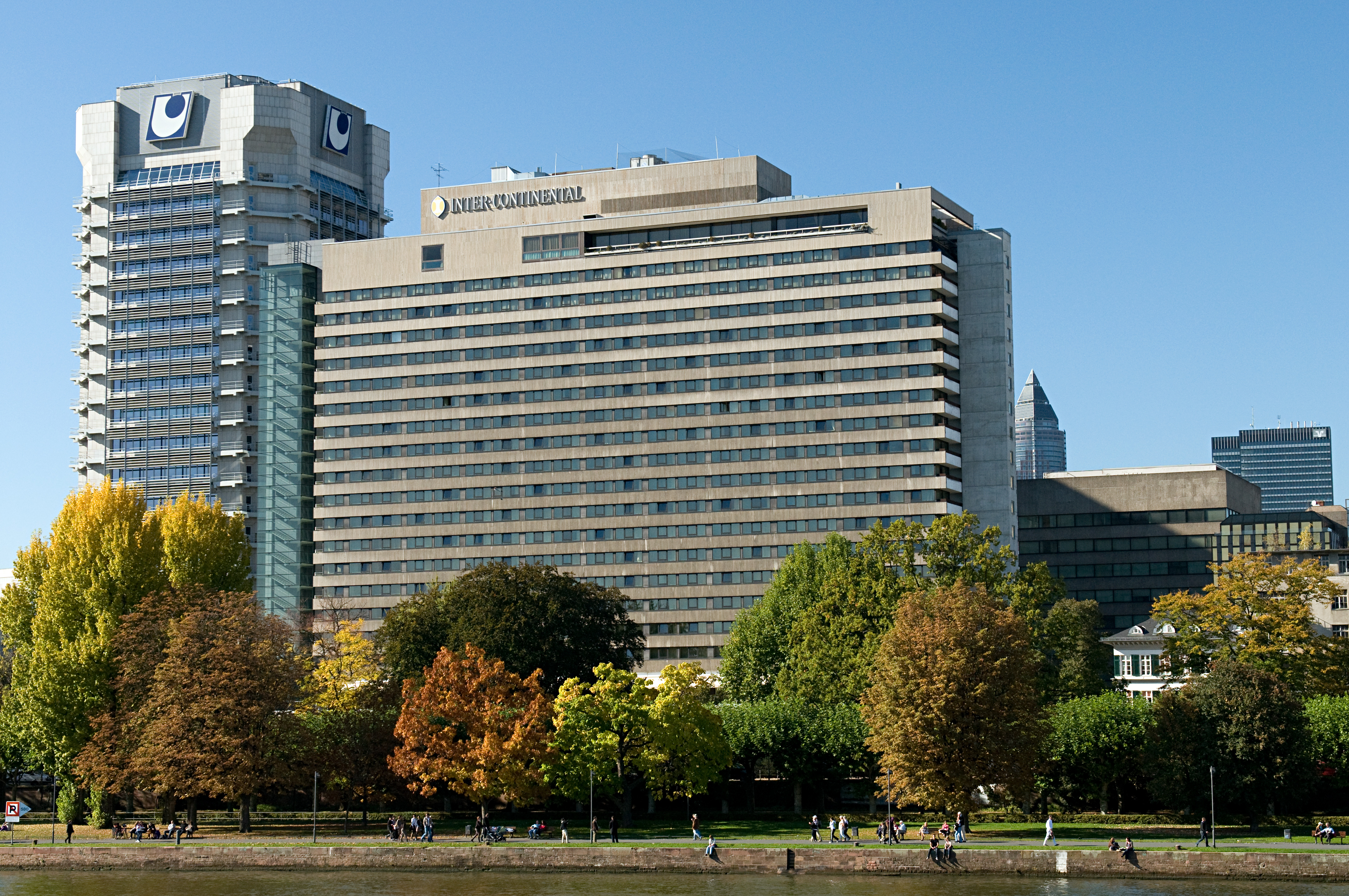
Francfort

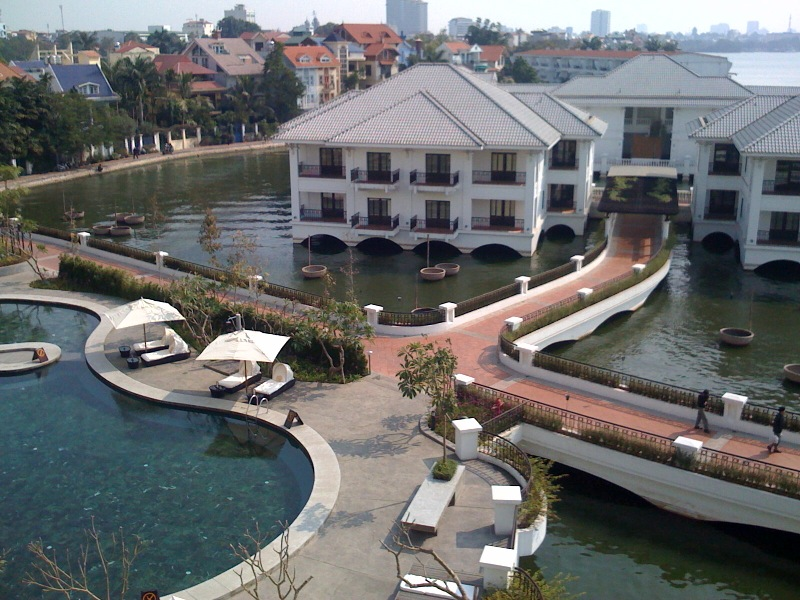
Hanoï

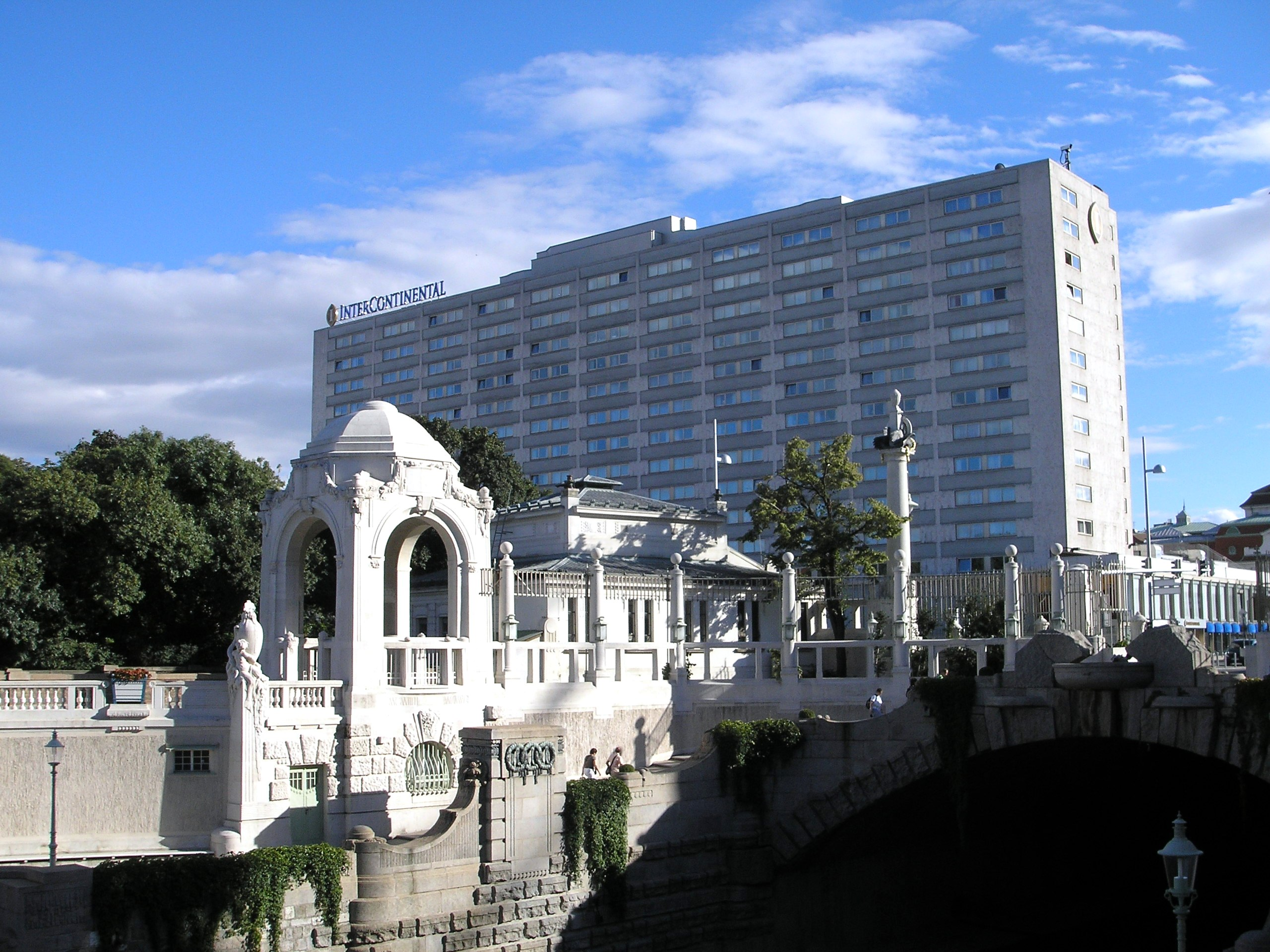
Vienne

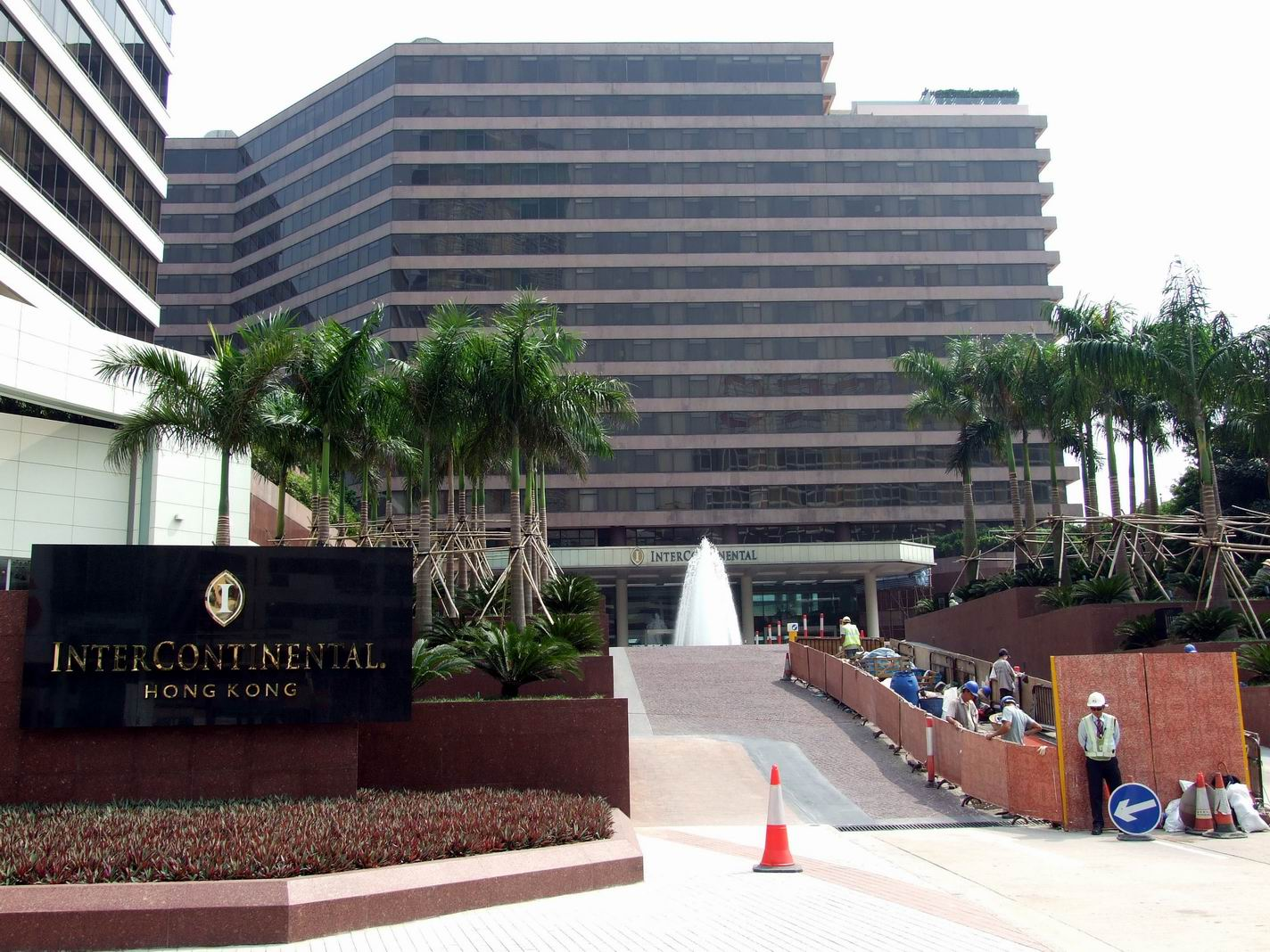
Hong Kong

### Europe
- Amsterdam
- Athènes
- Belgrade
- Berchtesgaden
- Bordeaux
- Budapest
- Bucarest
- Berlin
- Cannes
- Davos
- Dublin
- Düsseldorf
- Francfort
- Genève
- Hambourg
- Istanbul
- Kiev
- Londres
- Lyon
- Madrid
- Marseille[9],[10]
- Moscou
- Murcie
- Paphos
- Paris
- Porto
- Prague
- Rome
- San Ġiljan
- Varsovie
- Vienne

### Amérique
- Atlanta
- Austin
- Boston
- Buenos Aires
- Cali
- Caracas
- Chicago
- Cleveland
- Dallas
- Kansas City
- La Nouvelle-Orléans
- Las Vegas
- Los Angeles
- Maracaibo
- Medellin
- Mendoza
- Mexico
- Miami
- Milwaukee
- Monterey
- Montréal
- New York
- Panama
- Paradise Valley
- Rio de Janeiro
- San Francisco
- Santiago
- Toronto
- Valencia
- Washington

### Asie

InterContinental à Singapour
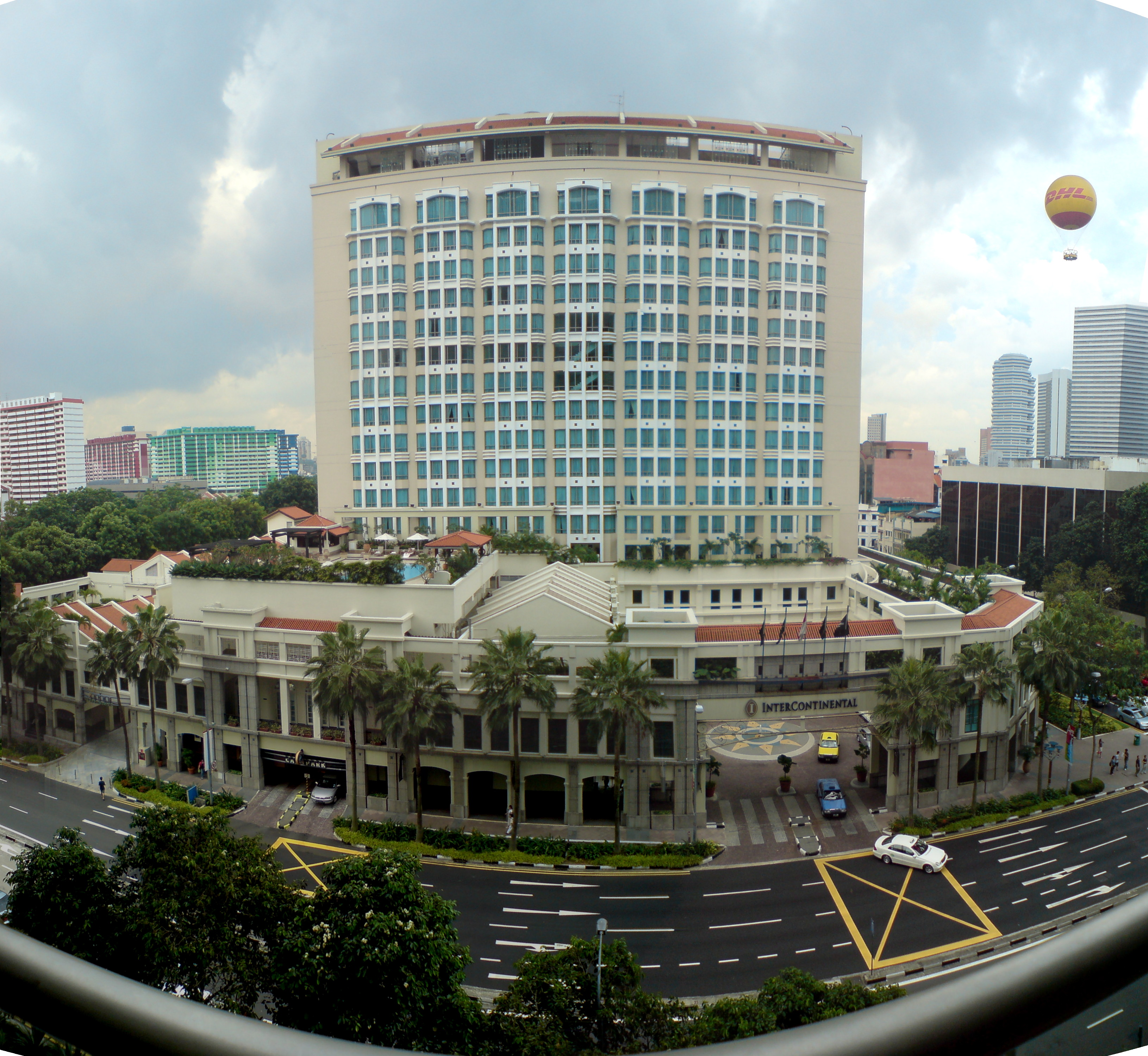
Vue générale de l'InterContinental à Singapour.
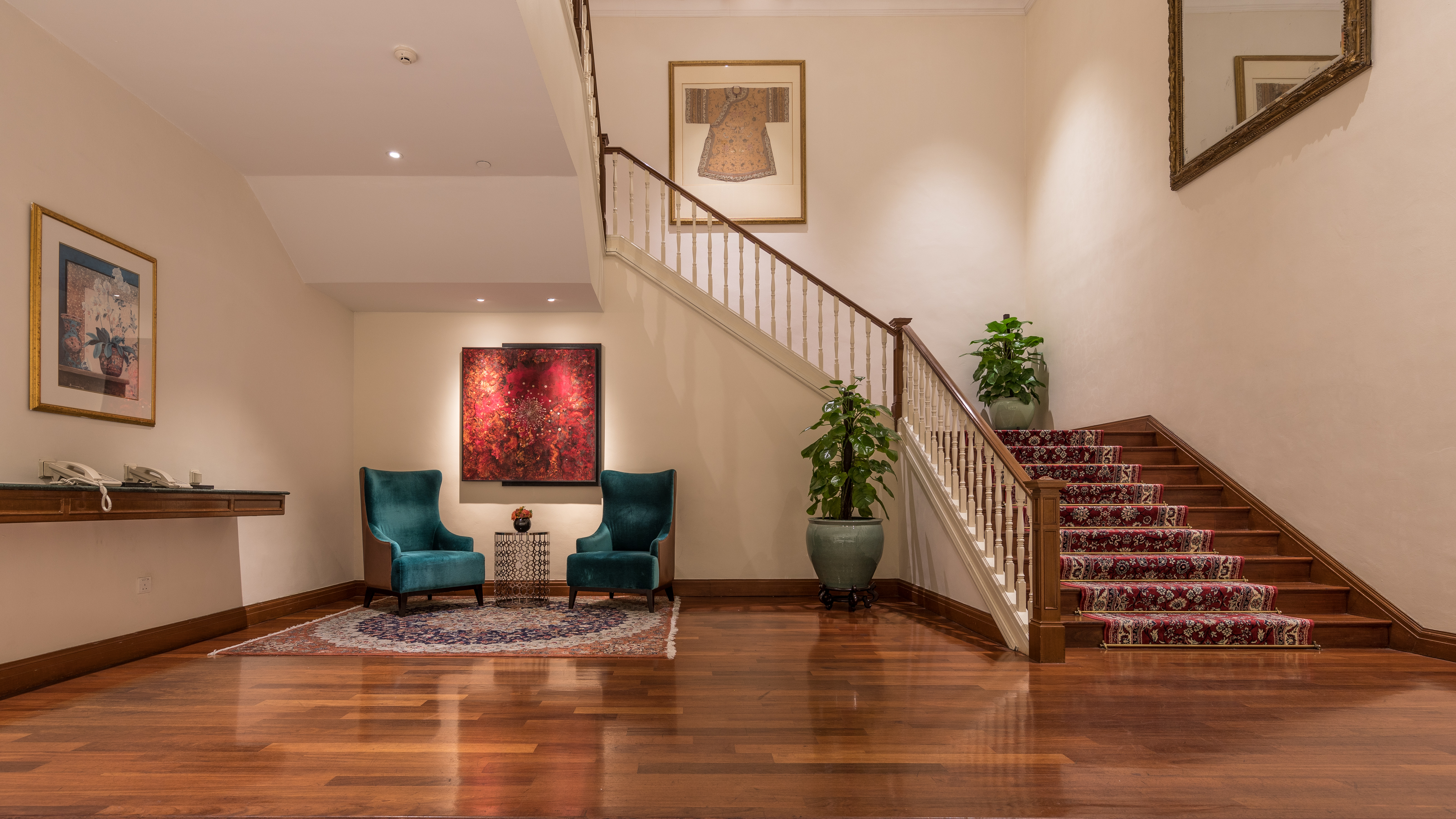
Escalier et salon avec deux fauteuils sur un parquet brillant à l'InterContinental à Singapour.
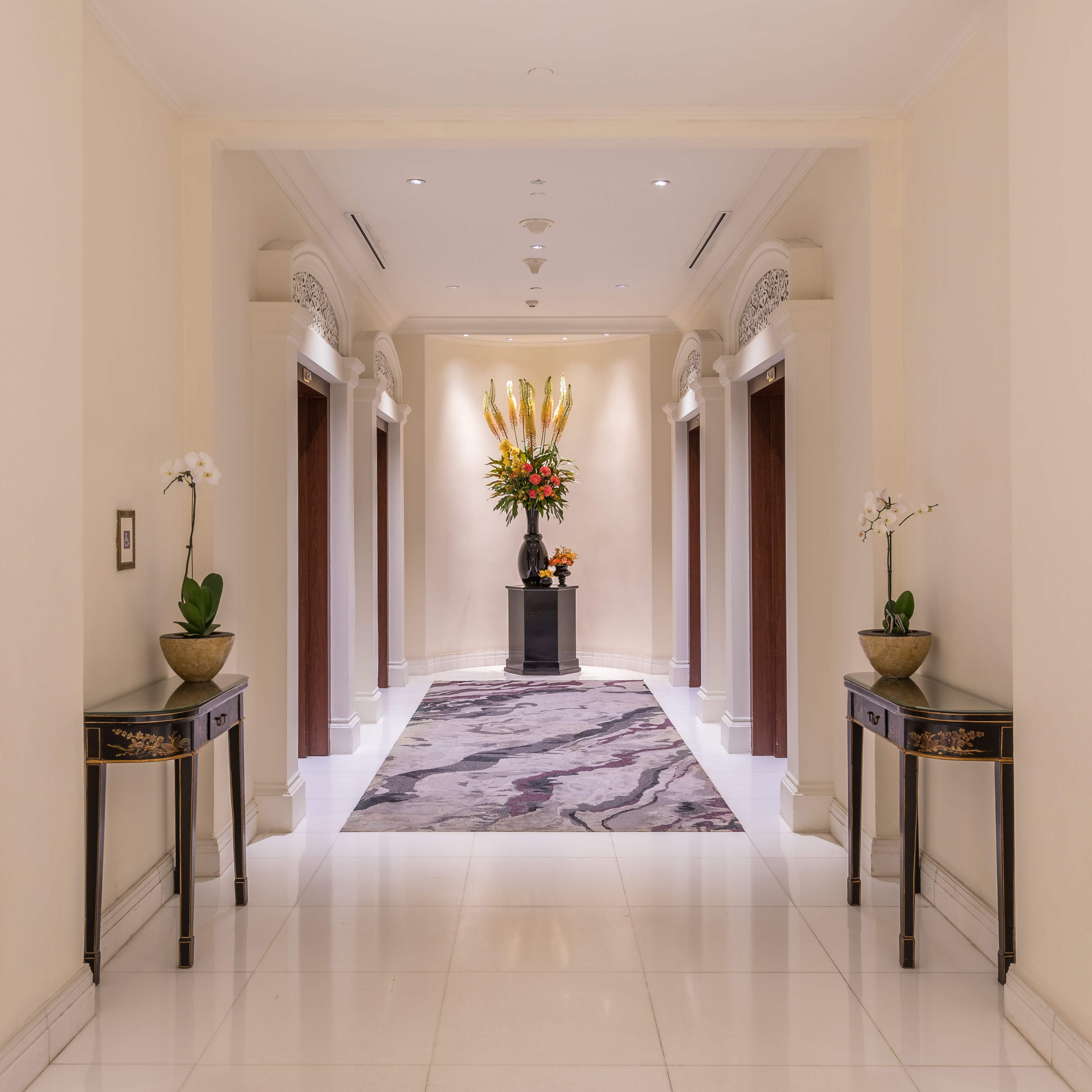
Vestibule aux ascenseurs avec des bouquets de fleurs à l'InterContinental à Singapour. Mars 2019.

- Amman
- Aqaba
- Erevan
- Tel Aviv
- Yokohama
- Ho Chi Minh

- Shenzhen

### Afrique
- Asmara
- Johannesbourg
- Lagos
- Le Caire
- Luanda
- Lusaka
- Maurice
- Nairobi

### Océanie
- Adélaïde
- Bora-Bora
- Melbourne
- Moorea
- Natadola
- Perth
- Sanctuary Cove
- Sydney
- Tahiti
- Wellington

## Galerie

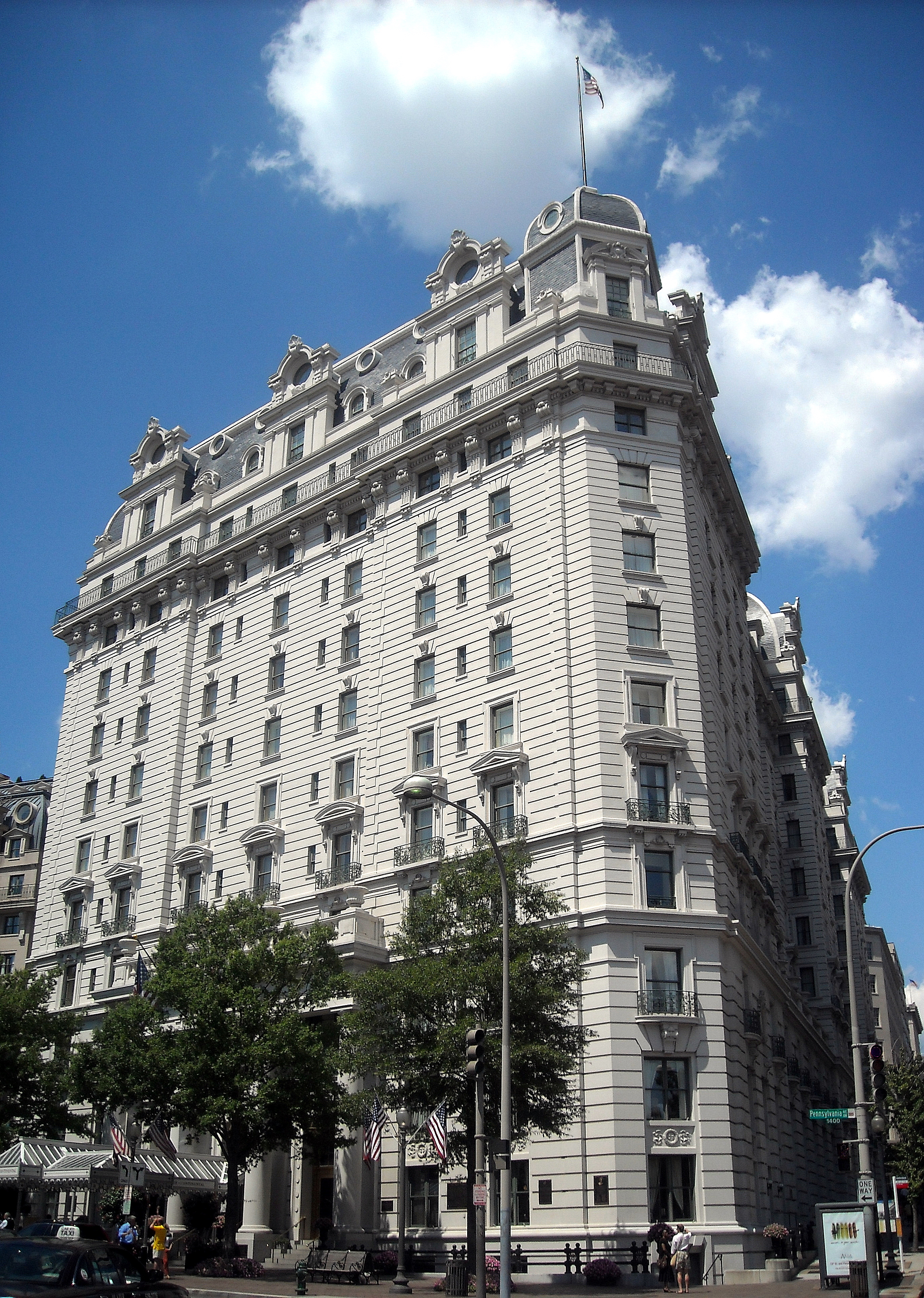
Washington
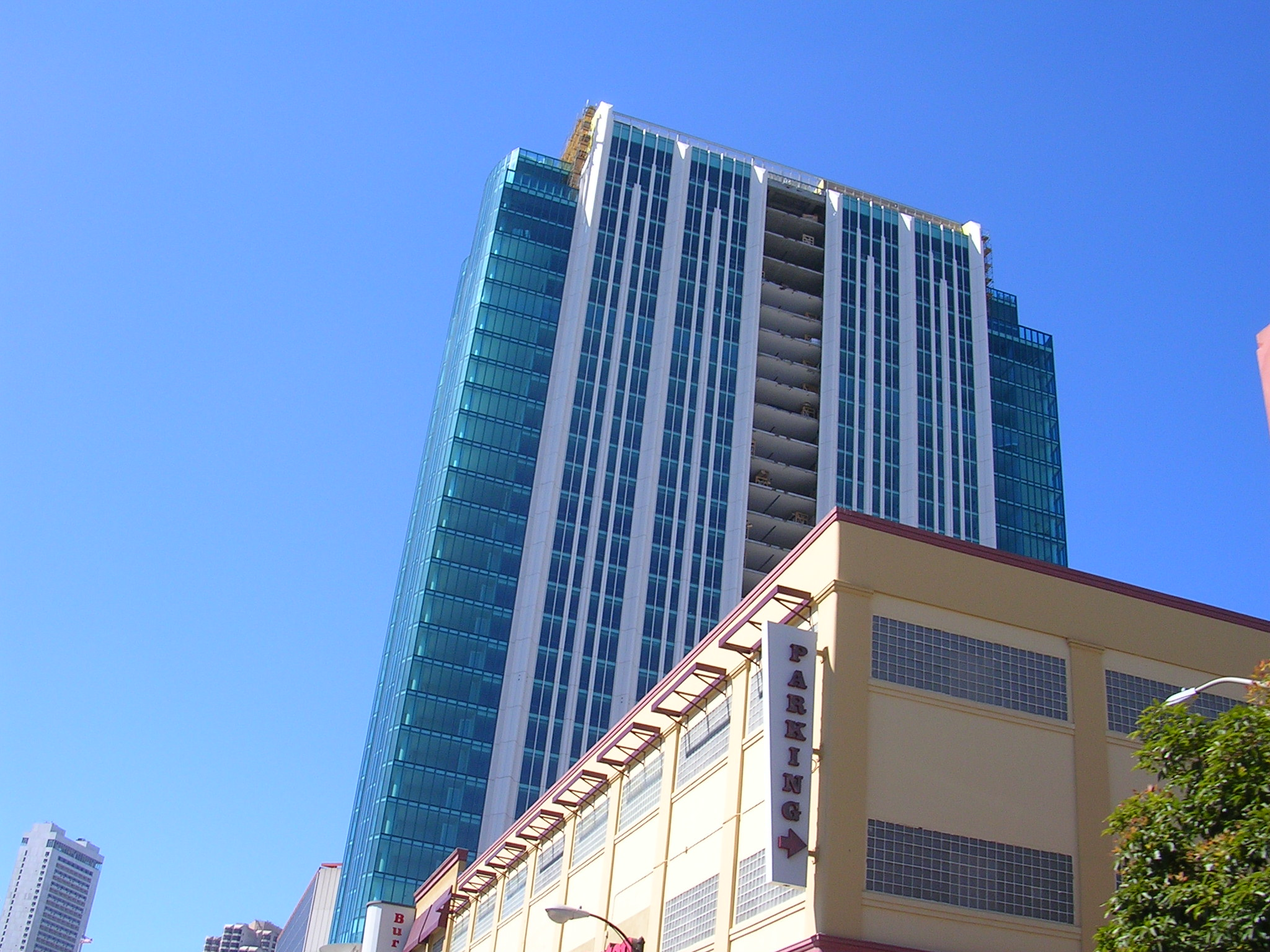
San Francisco
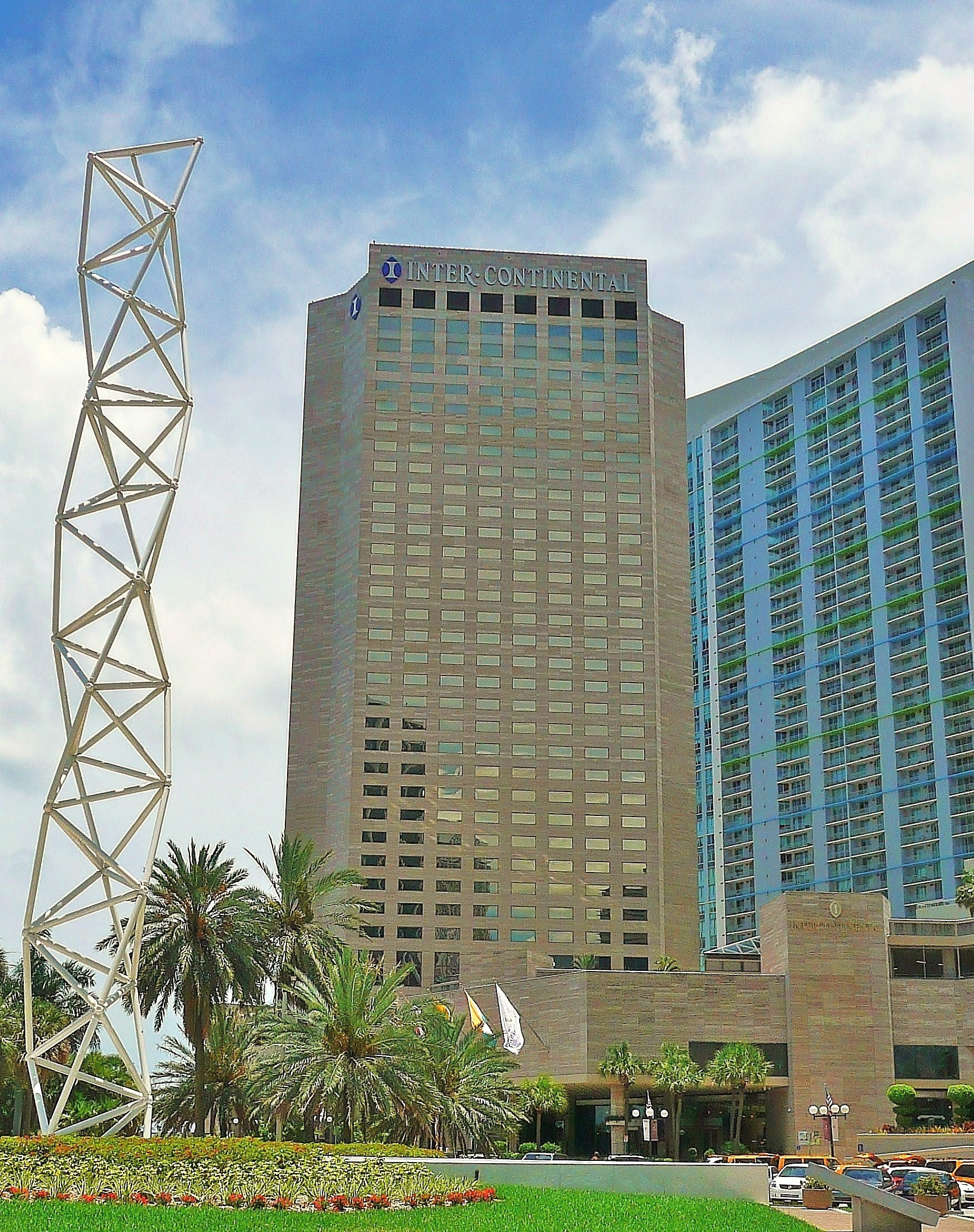
Miami
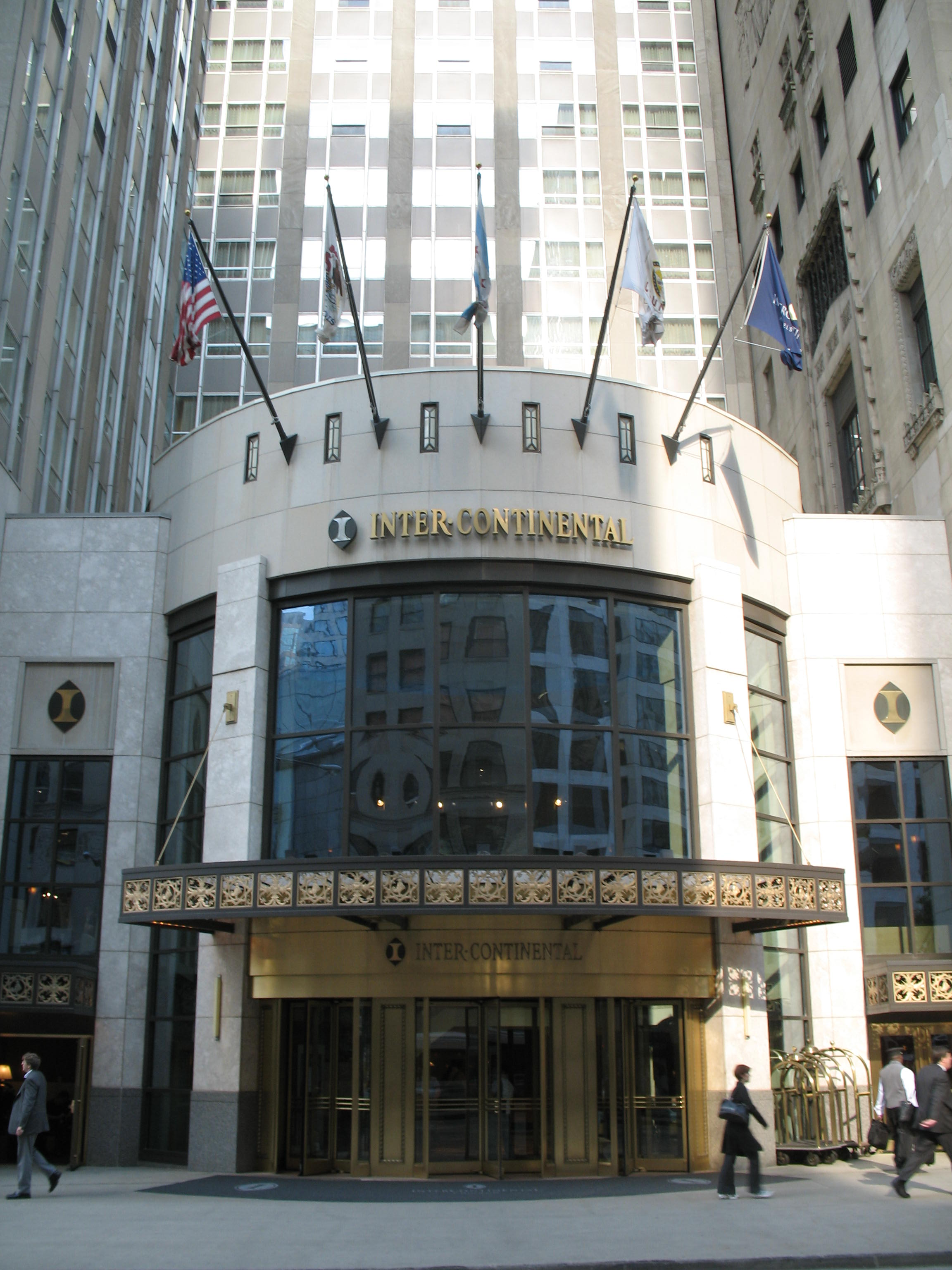
Chicago
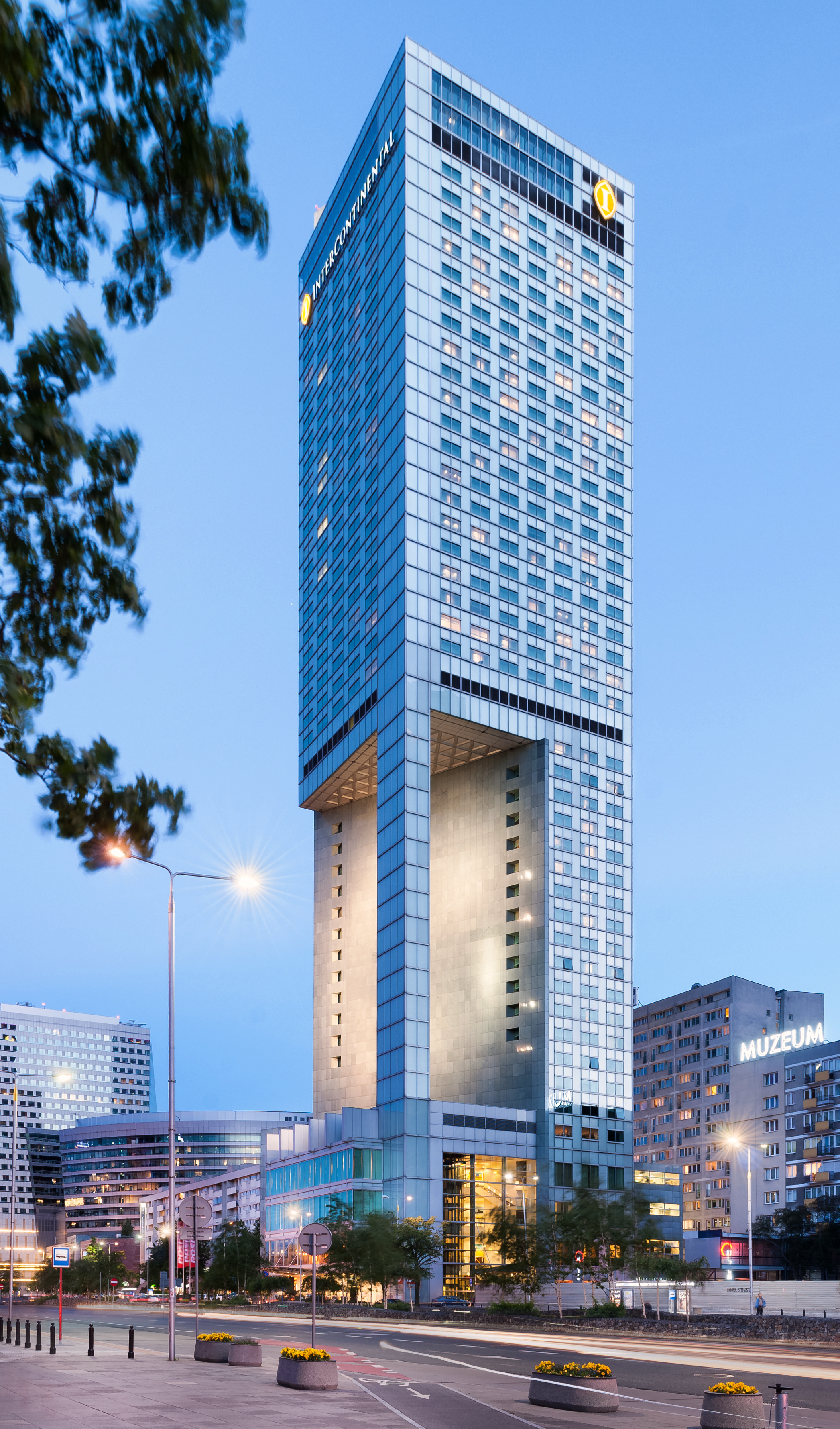
Varsovie
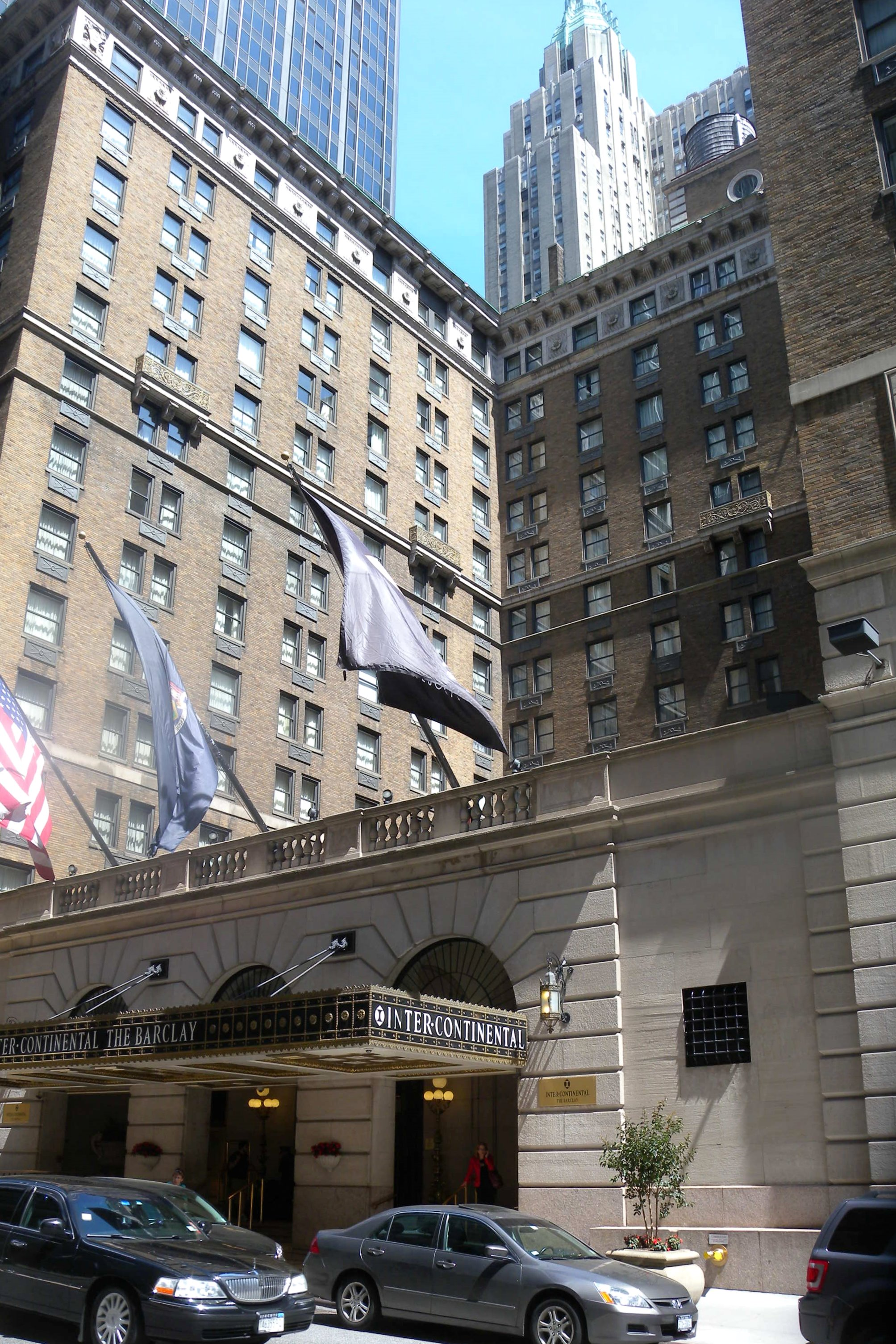
New York
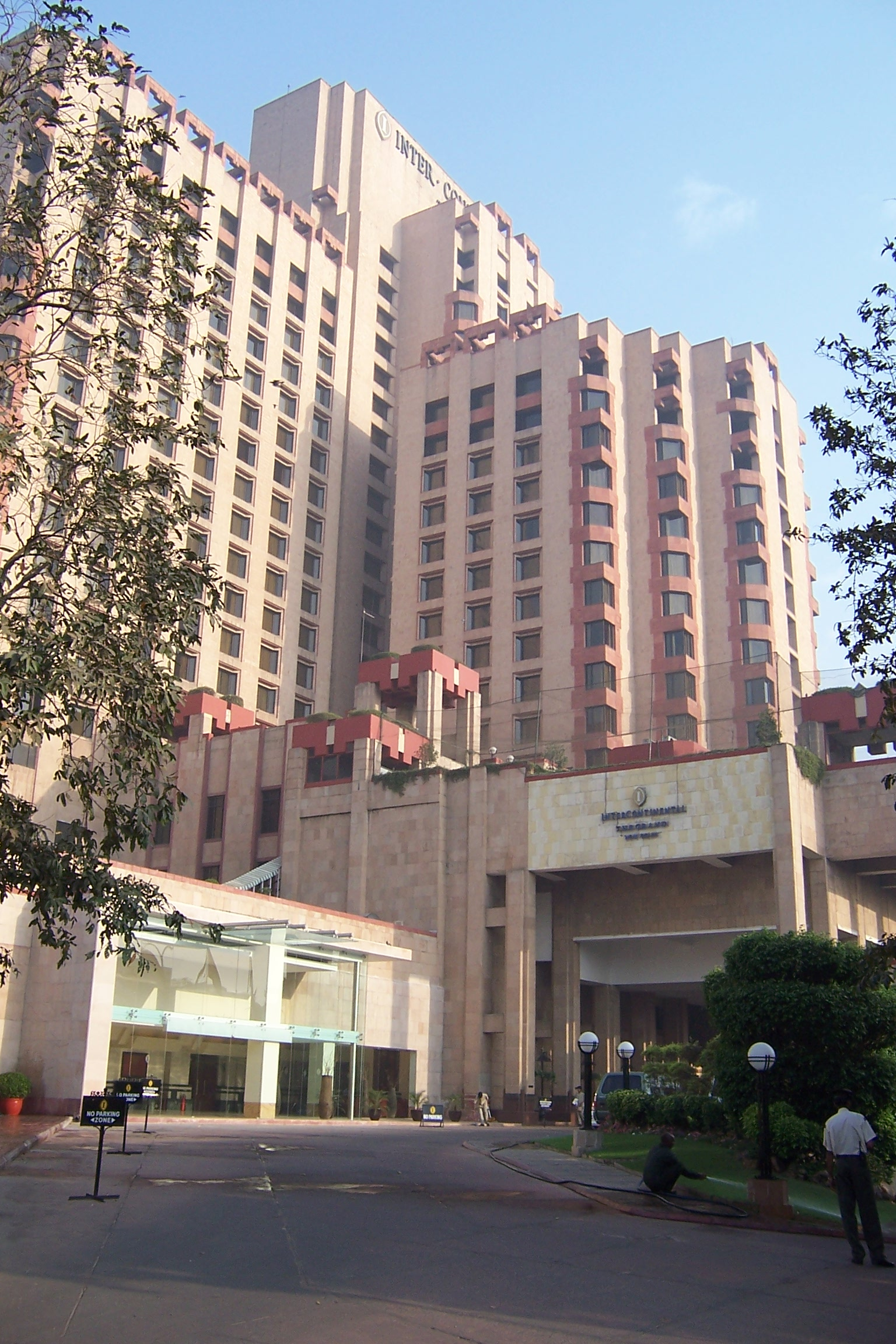
Delhi
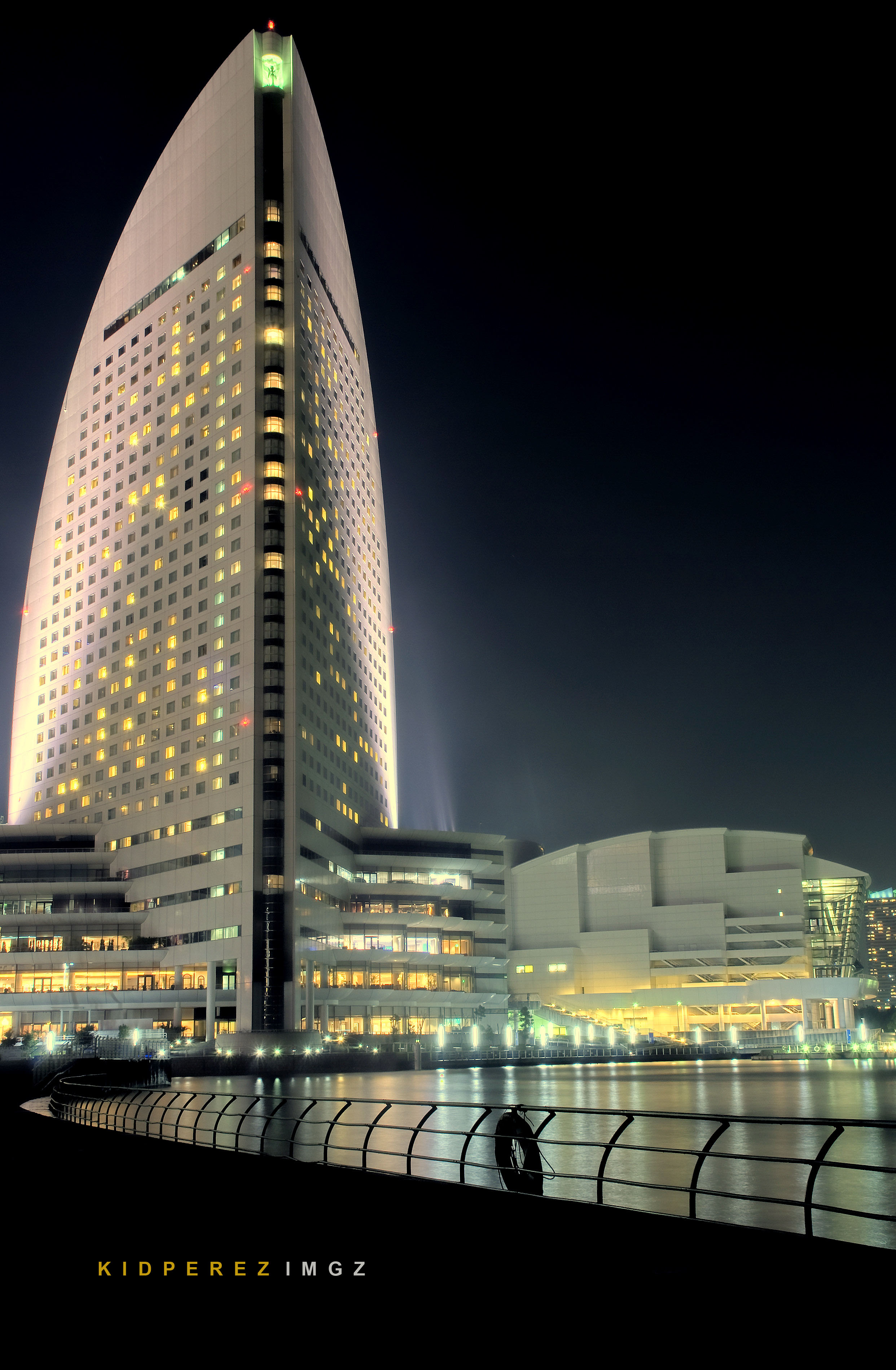
Yokohama
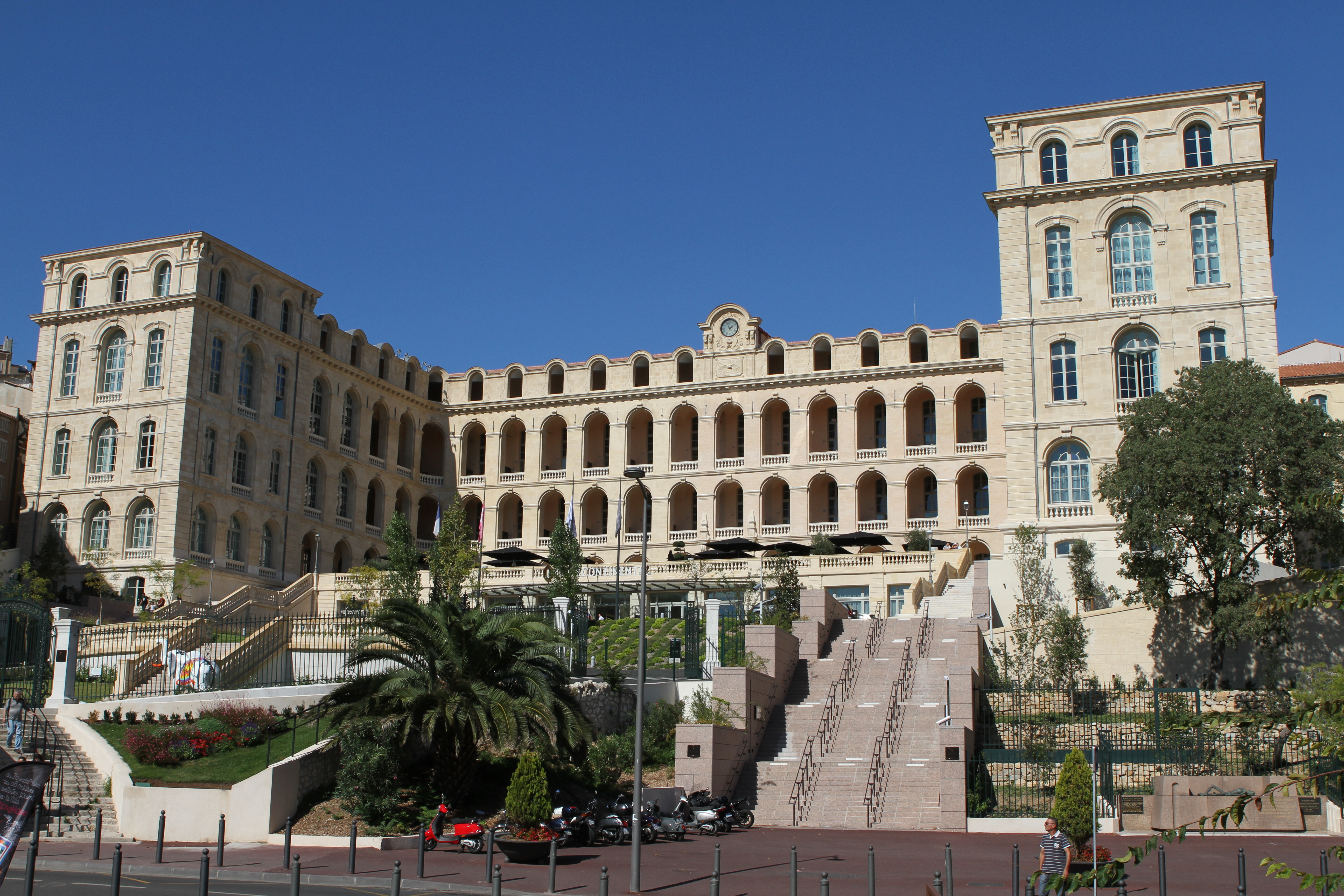
Marseille
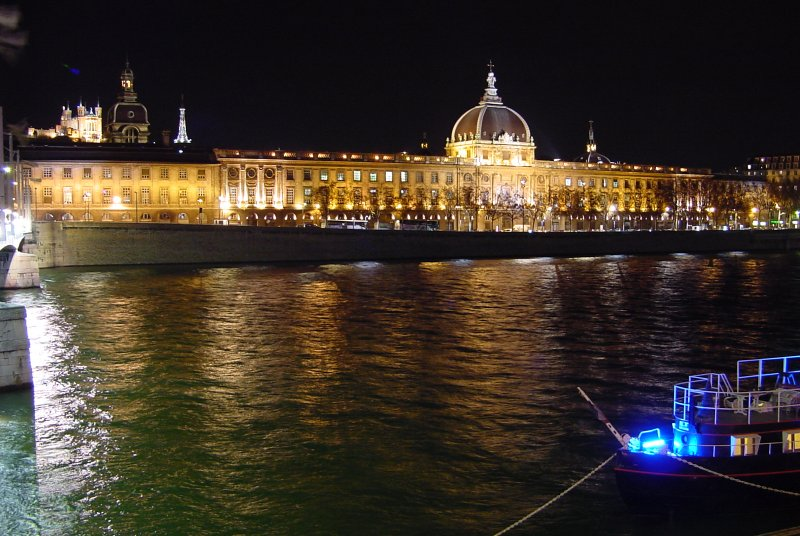
Lyon
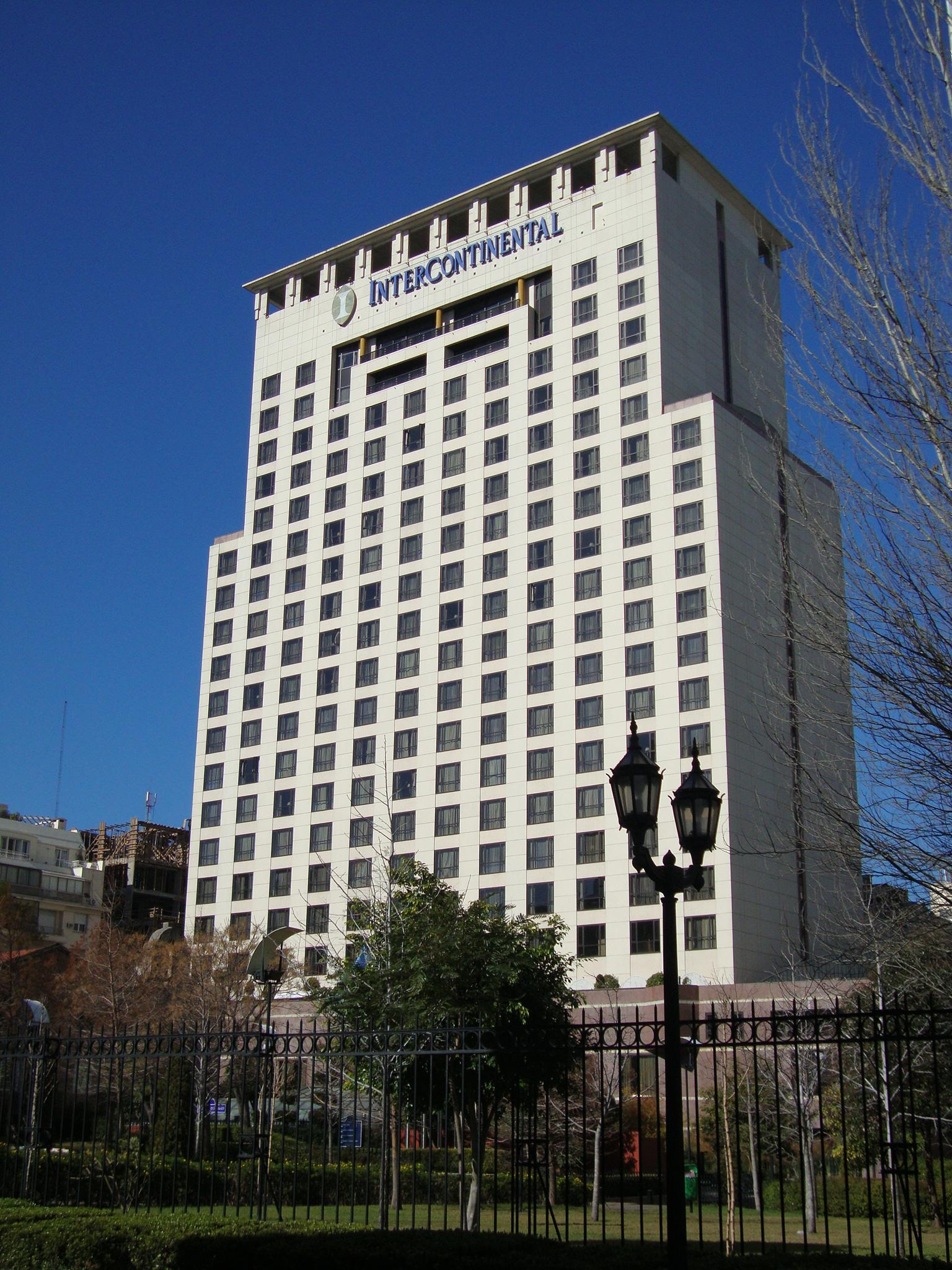
Buenos Aires
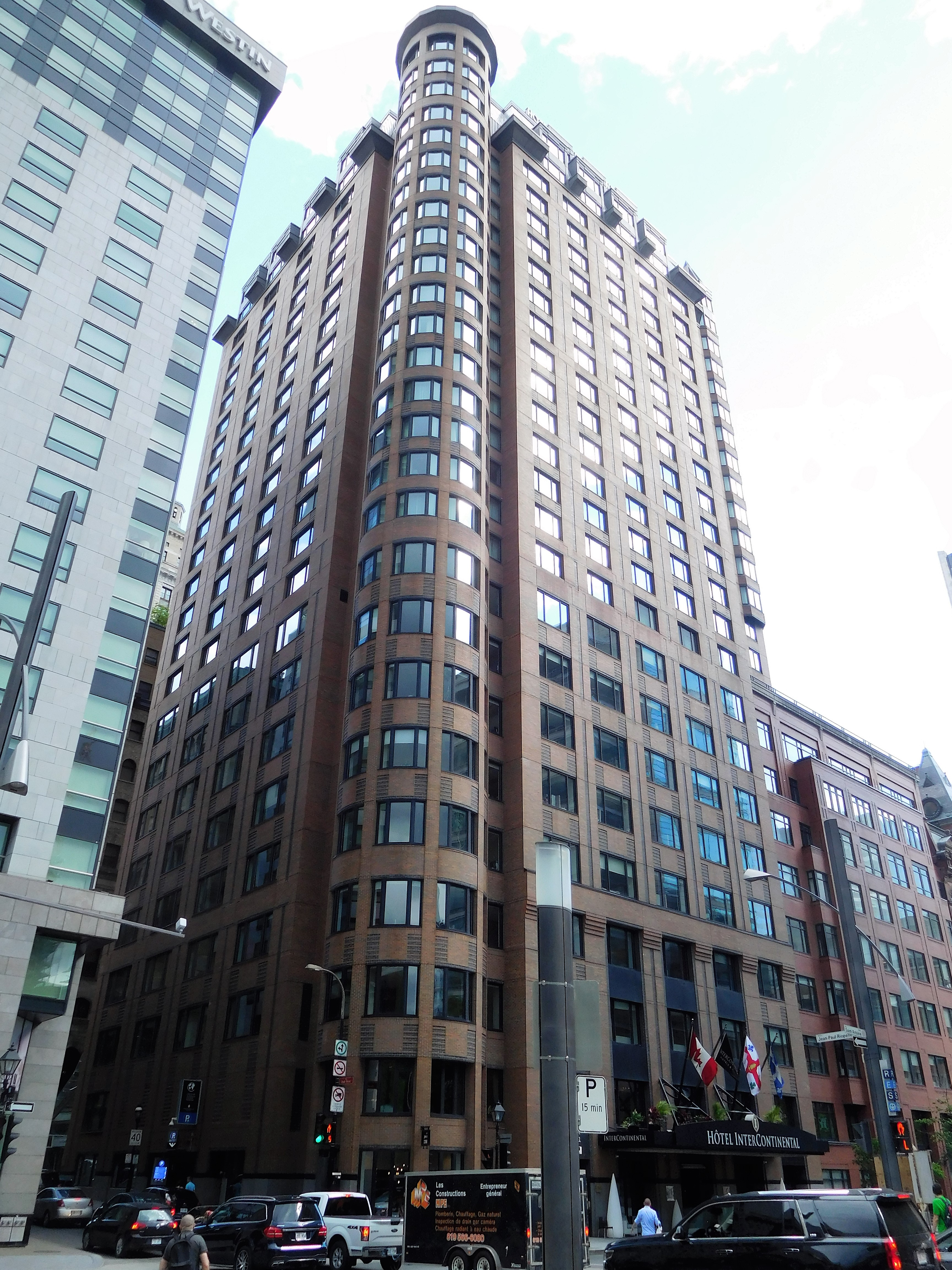
Montréal
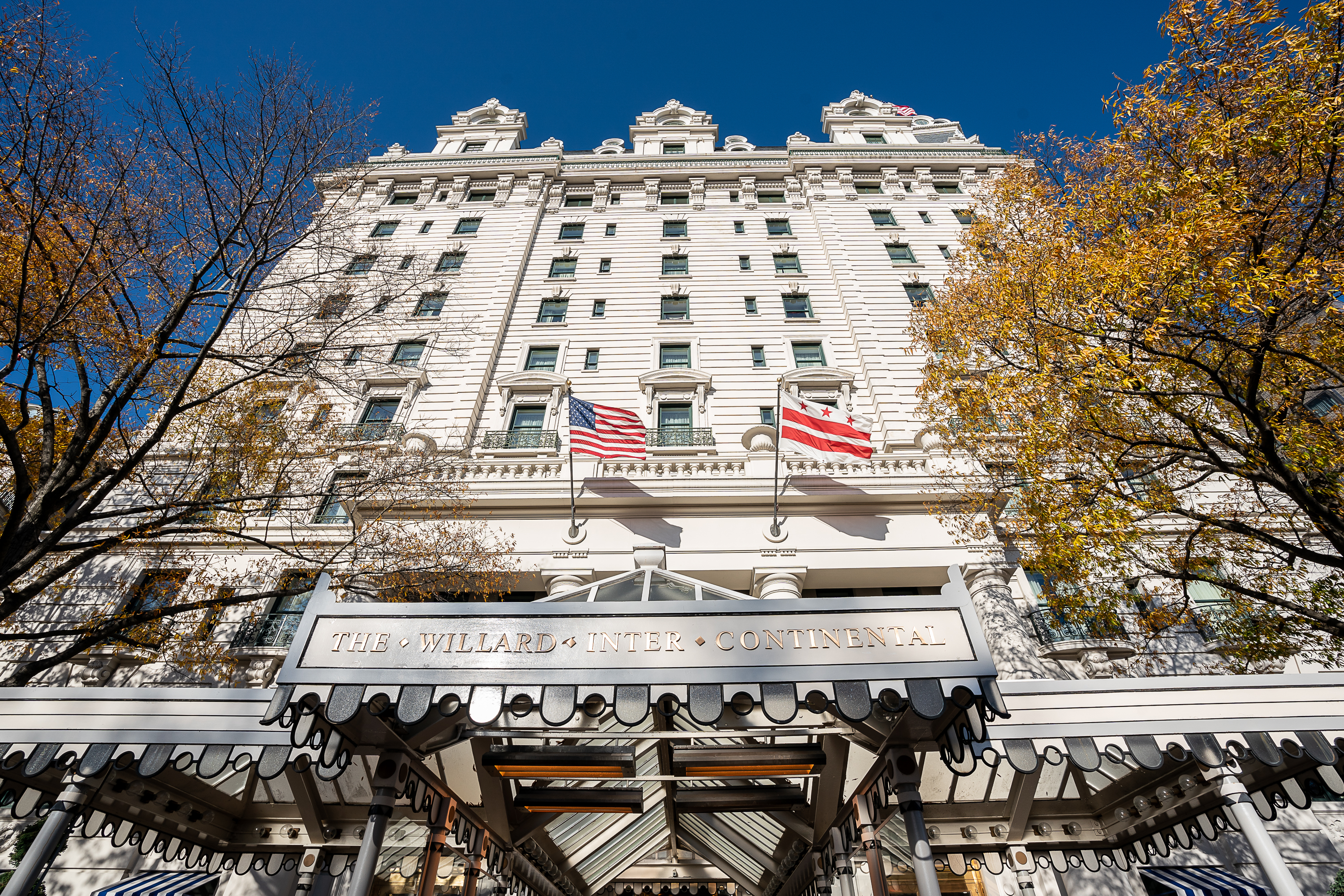
Washington